# Медаль «За заслуги перед городом Чебоксары»
Медаль «За заслуги перед городом Чебоксары» — награда города Чебоксары Чувашской республики. Учреждена Решением Чебоксарского городского Собрания депутатов от 6 марта 2014 года № 1340 «О награждении медалью „За заслуги перед городом Чебоксары“».

## История создания
Постановлением главы города Чебоксары Чувашской Республики Л. И. Черкесова № 100 от 14 января 2014 года «О Положении о проведении конкурса на разработку эскиза медали „За заслуги перед городом Чебоксары“» был объявлен конкурс эскизов будущей награды. Организатором конкурса выступило Чебоксарское городское Собрание депутатов.
Лица, пожелавшие участвовать в конкурсе, должны были представить следующие конкурсные материалы:
- эскиз медали «За заслуги перед городом Чебоксары» на плотной бумаге формата А4 (210 x 297 мм) в цветном изображении (акварель, гуашь, компьютерная графика). На эскизе обязательно должны быть изображены лицевая и оборотные стороны медали;
- описание медали с обоснованием применения тех или иных символов, указанием используемых материалов, а также размеров медали;
- смету ориентировочной стоимости изготовления медали;
- девизный конверт.

Также участники конкурса имели право предоставить дополнительные материалы, способствующие раскрытию идеи медали «За заслуги перед городом Чебоксары».
Разработчикам эскизов были поставлены следующие условия:
- Эскиз медали должен содержать надпись «За заслуги перед городом Чебоксары».
- Символика медали «За заслуги перед городом Чебоксары» должна носить наградной и почётный характер.
- Девизный конверт должен содержать следующие информационные данные об участнике (участниках) конкурса: фамилию, имя, отчество, адрес регистрации по месту жительства, реквизиты лицевого счёта.
- Конкурсные материалы представляются заявителем (заявителями) в запечатанном конверте под девизом, выраженным семизначным числом, указываемом участником (участниками) конкурса в верхнем правом углу всех представляемых конкурсных материалов, а также на девизном конверте.

Для отбора лучшего эскизного проекта медали тем же постановлением была конкурсная комиссия в составе восьми человек. Рассмотрению комиссии подлежали эскизы медали «За заслуги перед городом Чебоксары», выполненные в соответствии с вышеперечисленными условиями.
Конкурсные материалы оценивались комиссией по следующим основным критериям:
- высокая художественная выразительность и эстетичный внешний вид;
- оригинальность решений;
- экономичность исполнения.

Автору (авторскому коллективу) того эскизного проекта, который будет признан комиссией лучшим, была определена денежная премия в размере 15000 рублей.
Количество предоставляемых одним автором (коллективом авторов) эскизов медали не было ограничено, однако каждый эскиз медали должен был предоставляться отдельно. Для эскизов медали, выполненных коллективом авторов, к информационным данным должен был дополнительно приложен лист процентного распределения премии между соавторами (в свободной форме), заверенный подписями всех членов авторского коллектива.
Приём заявок на участие в конкурсе осуществлялся в аппарате Чебоксарского городского Собрания депутатов с 16 января 2014 года по 14 февраля 2014 года.
На конкурс было предоставлена 21 заявка от 9 претендентов. 5 марта 2014 года конкурсной комиссией победителем был признан эскиз медали авторства Заслуженного художника Российской Федерации Николаева Владислава Владимировича.

## Статутмедали
Медаль «За заслуги перед городом Чебоксары» является муниципальной наградой.
Основаниями для награждения медалью являются:
- особые заслуги в общественной жизни города и в развитии местного самоуправления города Чебоксары;
- большой вклад в социальное и экономическое развитие города Чебоксары;
- большой вклад в обеспечение законности, правопорядка, прав и свобод граждан на территории города Чебоксары;
- продолжительная и безупречная работа в области науки, культуры, физической культуры и спорта, образования, здравоохранения, социальной защиты населения на территории города Чебоксары;
- выдающийся вклад в повышении известности и авторитета города Чебоксары в Российской Федерации и за рубежом;
- мужество, смелость и отвага, проявленные при спасении людей во время стихийных бедствий, пожаров, катастроф и других чрезвычайных обстоятельствах;
- активное участие в благотворительной деятельности.

Медалью могут быть награждены граждане Российской Федерации, иностранные граждане, организации и предприятия независимо от их организационно-правовой формы и расположенные как на территории Российской Федерации, так и за её пределами.

## Описание медали

Реверс медали

Медаль «За заслуги перед городом Чебоксары» имеет форму круга диаметром 32 мм. Медаль изготовлена из латуни Л80, покрыта гальваническим способом серебром.
На лицевой стороне медали (аверс) в центре расположено рельефное изображение герба города Чебоксары в окружении солнечных лучей. Герб обрамлен венком в виде листьев хмеля, замкнутым сверху расположенной наискось четырёхлучевой восьмиконечной звездой. Орнаменты «хмель» и «звезда» — элементы, позаимствованные из госсимволики Чувашской Республики.
На оборотной стороне медали (реверс), в обрамлении стилизованных листьев хмеля на концах полуокружности, по центру выполнена рельефная надпись на чувашском и русском языках: «Шупашкар хулишен хастар ессем тунишен / За заслуги перед городом Чебоксары».
Лицевая и оборотная стороны медали окаймлены бортиком 0,7 — 1,0 мм.
Медаль при помощи ушка и кольца соединяется с пятиугольной стандартной колодкой, обтянутой шёлковой муаровой лентой белого цвета (символизирующего цвет флага города Чебоксары) с тремя продольными полосами по центру жёлтого, синего и красного цветов (цвета герба города Чебоксары на флаге). Ширина ленты 24 мм, ширина полос 2 мм.
На реверсе колодки имеется булавочное крепление.

## Награждённые медалью
Первые награждения состоялись 15 августа 2014 года. Медаль за № 1 была вручена пенсионерке Крете Лазаревне Валицкой, 20 лет проработавшей на руководящих должностях в комсомольских, партийных и советских органах. Всего 15 августа 2014 года медалью «За заслуги перед городом Чебоксары» были награждены пять человек.